# Majewski
Majewski (forma żeńska: Majewska; liczba mnoga: Majewscy) – polskie nazwisko. Na początku lat 90. XX wieku w Polsce nosiło je 46 379 osób.

## Znane osoby noszące to nazwisko
- Adam Majewski (1907–1979) – lekarz i pisarz
- Adam Majewski (ur. 1979) – poeta i publicysta
- Adam Majewski (ur. 1973) – piłkarz
- Alicja Majewska (ur. 1948) – piosenkarka
- Alojzy Majewski (1869–1947) – duchowny katolicki
- Andrzej Majewski (ur. 1966) – pisarz i fotografik
- Antoni Majewski (1886–1926) – polski wojskowy, kawaler Orderu Virtuti Militari
- Antoni Majewski (ur. 1997) – polski wiolonczelista
- Beata Majewska (ur. 1970) – polska pisarka
- Czesław Majewski (ur. 1939) – kompozytor, dyrygent, pianista, aktor
- Ewa Majewska (ur. 1978) – filozof
- Grzegorz Majewski (ur. 1985) – wicewojewoda łódzki
- Henryk Majewski (ur. 1951) – polityk
- Henryk Majewski (1936–2005) – polski trębacz jazzowy
- Hilary Majewski (1838–1892) – architekt
- Jacek Majewski (1966–2006) – polski perkusista
- Janusz Majewski – ujednoznacznienie
- Jarosław Majewski – ujednoznacznienie
- Jerzy Majewski (ur. 1925) – polityk
- Jerzy Stanisław Majewski (ur. 1959) – dziennikarz i publicysta, od 1993 dziennikarz Gazety Wyborczej. Autor licznych artykułów i książek o Warszawie
- Józefa Majewska (1866–1950) – filantropka, zasłużona obywatelka Buska
- Karol Majewski (1833–1897) – polityk, powstaniec styczniowy
- Kazimierz Majewski (1903–1981) – archeolog
- Lech Majewski (ur. 1953) – reżyser
- Magdalena Majewska (ur. 1963) – dziennikarka i prezenterka telewizyjna
- Małgorzata Majewska (ur. 1975) – aktorka
- Marcin Majewski (ur. 1989) – polski wokalista, muzyk, autor tekstów, kompozytor
- Marek Majewski – polski autor, kompozytor, poeta, satyryk, felietonista
- Marian Jerzy Majewski – oficer Marynarki Wojennej
- Paweł Majewski (1927–1993) – polski działacz państwowy i partyjny, wojewoda włocławski
- Paweł Majewski (ur. 1987) – polski urzędnik
- Paweł Majewski (konsul) – polski urzędnik
- Pelagia Majewska (1933–1988) – pilotka
- Radosław Majewski (ur. 1986) – polski piłkarz
- o. Roman Majewski (ur. 1962) – przeor Jasnej Góry
- Stanisław Majewski (1915–1985) – polityk
- Stefan Majewski (ur. 1956) – polski piłkarz, trener
- Szymon Majewski (ur. 1967) – polski prezenter radiowy i telewizyjny
- Tadeusz Majewski – ujednoznacznienie
- Tomasz Majewski (ur. 1981) – polski lekkoatleta
- Wacław Majewski (1891–1983) – biskup
- Włada Majewska (1911–2011) – polska dziennikarka radiowa, aktorka i pieśniarka, działaczka emigracyjna
- Wit Majewski (ur. 1943) – polski polityk, działacz związkowy, nauczyciel akademicki
- Władysław Majewski (1933–2002) – polski polityk
- Władysław Majewski (ur. 1953) – polski dziennikarz

## Wojskowi noszący to nazwisko
- Aleksander Majewski (1861–1932) − generał brygady WP, lekarz
- Aleksander Majewski (1899–1980) − komandor porucznik pilot, dowódca Samodzielnej Eskadry Lotniczej MW
- Bronisław Majewski (1853–1934) − generał brygady WP, lekarz
- Franc Majewski (1855–1914) − generał Cesarskiej i Królewskiej Armii[2]
- Lech Majewski (ur. 1952) − generał broni pilot WP
- Mikołaj Majewski (1880–1944) − generał brygady WP
- Stefan Majewski (1867–1944) − generał dywizji WP